# Cihelna (Hradec Králové)
Cihelna (německy Ziegelschlag) byla osadou na severu královéhradecké čtvrti Svobodné Dvory, západně až severozápadně od centra Hradce Králové, na pravé straně řeky Labe.

## Historie
Cihelna byla obývána již v prehistorických dobách, o čemž svědčí řada archeologických objevů v okolí. Název osadě daly cihelny, které se zde nacházely. Nejstarší písemná zmínka o osadě se datuje k roku 1798. Do té doby zde byly jen zemanské dvory, u kterých byly později vybudovány cihelny.
Dne 8. srpna 1599 po úderu blesku vyhořel dvůr Marty Cihlářové a také budovy v okolí. Další přírodní katastrofa zasáhla toto místo 16. ledna 1610, kdy několik domů zničila náhlá povodeň a silná bouře. Dílo zkázy dokončily události a dopady třicetileté války, obyvatelé byli po roce 1625 mimo jiné nuceni přijmout katolickou víru nebo opustit zemi. Počet obyvatel klesl o dvě třetiny a do celého kraje se rozšířila chudoba. Další válka, která postihla obec, byla Sedmiletá válka. Okolí se stalo místem shromáždění císařských vojsk (27. dubna 1757), které se poté odebraly na území Nového Bydžova.
Po vybudování královéhradecké pevnosti byly dvory Bohdanečský, Klacovský a Cihelna rozděleny mezi místní obyvatelstvo, pod podmínkou, že budou vykonávat práce v městských lesích, a to v závislosti na množství pozemků, které dostali. V té době byl úředníkem plnícím funkce výkonného orgánu starosta Svobodných Dvorů a panství nemělo vlastní majetek.
Když obce v okolí Hradce Králové získaly samosprávu (1849–1850), byly Svobodné Dvory, Bohdanečské Dvory, Klacovské Dvory a Cihelna sloučeny a získaly společnou obecní radu a starostu. Dvory přesto žily i nadále vlastním životem, měly vlastního šoltyse a radu. Každá z nich měla také v rámci své vlastní správy vlastní číslování domů a nemovitostí. Až 4. ledna 1894 byly všechny části sloučeny do společné politické a katastrální obce, a po tomto faktickém zformování obce Svobodné Dvory došlo také nakonec k zániku osady Cihelna.
Když přišla prusko-rakouská válka, přinesla obrovské ztráty ve všech obcích. Značnou ztrátou bylo také připojení 5 domů ze Svobodných Dvorů (Studánky) a 7 domů z Cihelny k obci Plotiště nad Labem. V roce 1869 zde žilo 204 obyvatel, v roce 1880 šlo o 227 obyvatel a v roce 1890 jich bylo 225.

## Památky

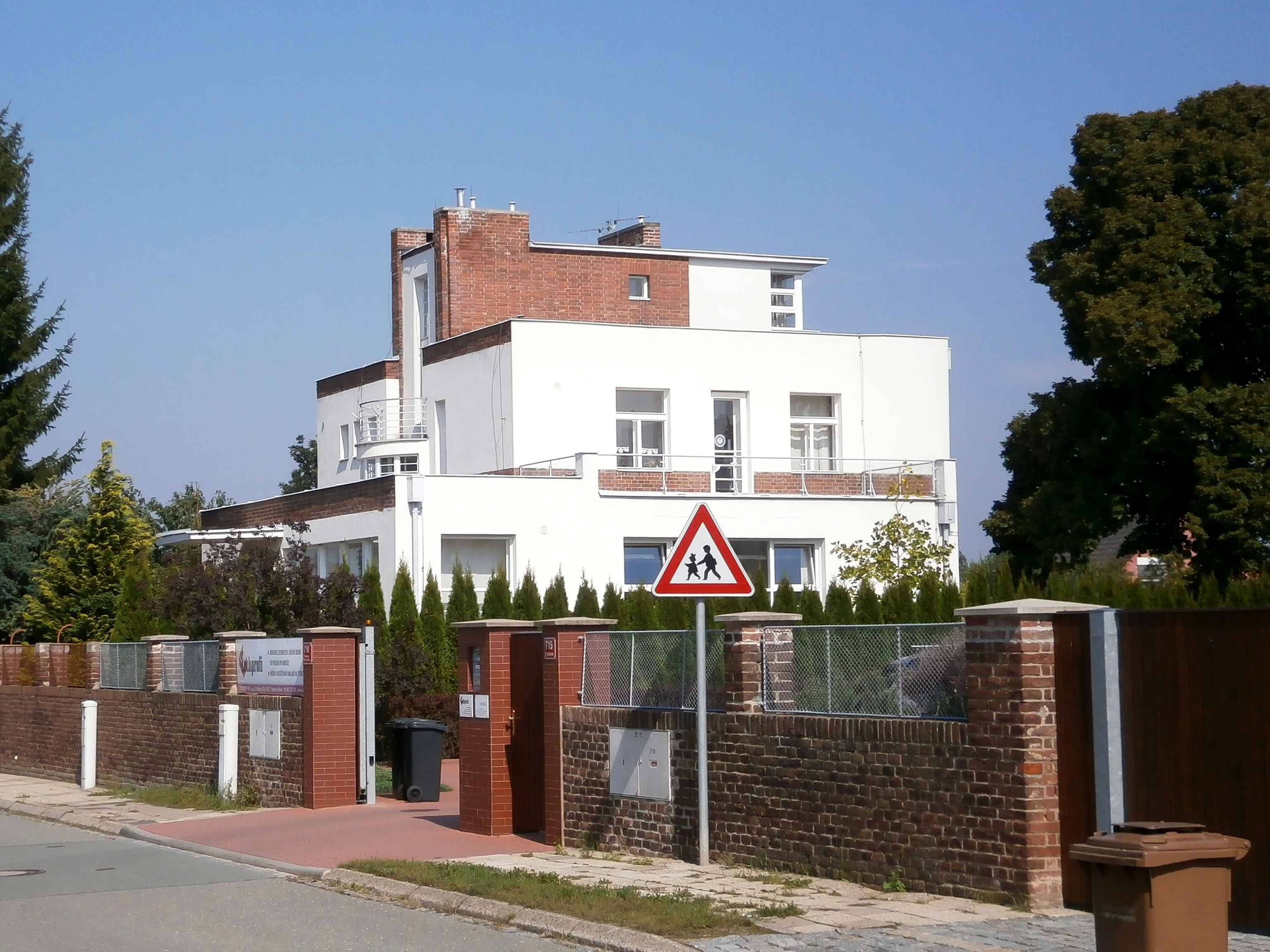
Komárkova vila, K Dolíkám 121/7, Hradec Králové-Svobodné Dvory.

- Historický pískovcový kříž z roku 1892
- Socha sv. Jana Nepomuckého z roku 1842 u domu č. 72 (ulice Spojovací)
- Vila architekta Ladislava Komárka z let 1925–1926 (K Dolíkám č. 121, dnes je zde mateřská škola)
- Zbytky tradiční cihlové architektury 19. století
- Zbytky cihelny a jejích komínů z 19. století